# Halveringstid

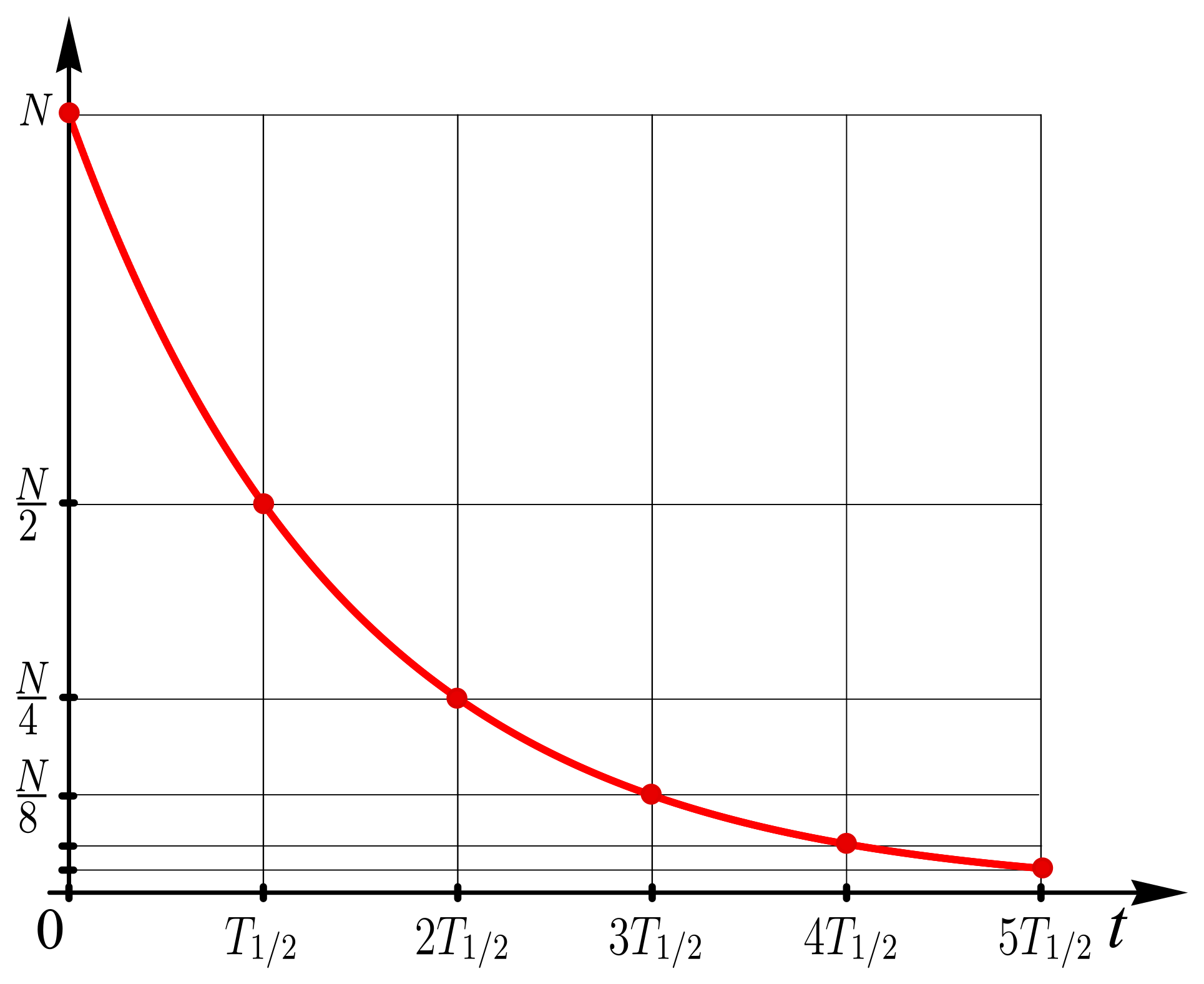
Ett ämnes exponentiella avtagande som funktion av tiden och med halveringstiden.

Halveringstid är den tid efter vilken en given mängd av ett ämne har minskat till hälften av sitt ursprungliga värde. Termen används ofta inom kärnfysiken för att beskriva hur snabbt ett radioaktivt grundämne sönderfaller eller inom kemin för att ange med vilken hastighet en kemisk förening sönderfaller. För en enskild instabil partikel kan halveringstiden tolkas som den tid efter vilken sannolikheten är 50 procent för att partikeln skall ha sönderfallit. Termen används också mer allmänt för att karakterisera någon typ av exponentiell eller icke-exponentiell avklingning. Exempelvis de medicinska vetenskaperna hänvisar till den biologiska halveringstiden för läkemedel och andra kemikalier i kroppen.
Orsaken till att halveringstider definieras är att dessa, för vissa ämnen eller partiklar, är konstanta (oberoende av tiden och mängden av ämne). Till exempel återstår hälften av en given mängd av den radioaktiva isotopen 14C efter ungefär 5 730 år (halveringstiden) oavsett hur stor mängden var från början. Efter ytterligare en halveringstid återstår således en fjärdedel av den ursprungliga mängden och efter tre halveringstider en åttondel. Rent matematiskt kommer alltså en viss, ständigt minskande, mängd alltid att finnas kvar.
Mängden (antalet atomer eller partiklar), {\textstyle N(t)} som återstår vid tiden {\textstyle t} kan beräknas enligt
{\displaystyle N(t)=N(0)\cdot 2^{-t/T_{1/2}}},
där {\displaystyle T_{1/2}} är halveringstiden.

## Exponentiellt sönderfall
Många elementarpartiklar och atomkärnan hos många grundämnen är instabila i den meningen att de efter hand tenderar att sönderfalla i andra partiklar eller lättare atomkärnor. Dessa sönderfall sker inte efter någon viss, given, tid utan snarare helt slumpmässigt (stokastiskt) men med en, för partikeln eller atomkärnan, karaktäristisk sannolikhet. För en enskild partikel kan man alltså endast uttala sig om sannolikheten att den ska genomgå ett sönderfall under en viss tidsperiod men kan aldrig veta med säkerhet när ett sådant sönderfall kommer att ske. Vidare har denna process egenskapen att den saknar 'minne'. Säg, exempelvis, att man vet att en viss sorts partikel med sannolikheten 50 procent sönderfaller inom tiden 10 sekunder (det vill säga halveringstiden är 10 sekunder) och att man har observerat en sådan partikel en tid, säg 20 sekunder, utan att den har sönderfallit. Sannolikheten att denna partikel ska sönderfalla under de nästkommande 10 sekunderna är emellertid fortfarande 50 procent helt oberoende av partikelns 'historia'. Stokastiska processer med denna egenskap kan matematiskt beskrivas med en exponentialfunktion.
Låt {\displaystyle P_{0}} beteckna sannolikheten att en partikel, inom ett givet tidsintervall {\displaystyle T_{0}}, inte sönderfaller. Antag att denna sannolikhet är konstant, oberoende av tiden och den eventuella närvaron av andra partiklar. Man kan nu visa att sannolikheten, {\displaystyle P(T)}, att partikeln inte sönderfaller inom ett tidsintervall {\displaystyle T} ges av
{\displaystyle P(T)=P_{0}^{T/T_{0}}=e^{\ln(P_{0})T/T_{0}}=e^{-T/\tau }},
där {\displaystyle \tau =T_{0}/\ln(1/P_{0})} är partikelns medellivslängd, alltså medelvärdet av sönderfallstiden för ett stort antal partiklar. Detta kan även uttryckas som
{\displaystyle P(T)=P_{0}^{T/T_{0}}=e^{\ln(P_{0})T/T_{0}}=e^{-\lambda T}},
där {\displaystyle \lambda =1/\tau } kallas sönderfallskonstant. Notera att om vi väljer {\displaystyle P_{0}=50\%} så får vi sambandet
{\displaystyle T_{1/2}=\tau \ln(2)={\frac {\ln(2)}{\lambda }}},
mellan medellivslängden {\displaystyle \tau }, sönderfallskonstanten {\displaystyle \lambda } och halveringstiden {\displaystyle T_{1/2}}.
Även om sönderfallsprocessen är stokastisk och man alltså, i princip, aldrig kan veta exakt hur många partiklar som har sönderfallit efter en viss tid kan man, om man betraktar ett stort antal partiklar, ändå använda sambandet
{\displaystyle N(t)=N(0)P(t)=N(0)\cdot e^{-t/\tau }=N(0)\cdot e^{-\lambda t}},
som om det beskrev en rent deterministisk process. (Detta är helt enkelt en tillämpning av vad som inom sannolikhetsteorin brukar kallas de stora talens lag).

## Relation mellan halveringstid och radioaktivitet
Enkelt uttryckt kan man säga att ju längre halveringstid ett ämne har desto mindre radioaktivt är ämnet. Orsaken är att ett svagt radioaktivt ämne sönderfaller under lång tid (har lång halveringstid) och omvänt, ett ämne som sönderfaller på kort tid avger en mera intensiv radioaktiv strålning. Sönderfallshastigheten (brukar anges i enheten becquerel) ges av absolutbeloppet av tidsderivatan av {\textstyle N(t)}:
{\displaystyle \left|{\frac {dN(t)}{dt}}\right|={\frac {N(0)}{\tau }}\cdot e^{-T/\tau }={\frac {N(t)}{\tau }}={\frac {\ln(2)}{T_{1/2}}}N(t)}.
Orsaken till att absolutbelopp används är att derivatan är negativ (mängden minskar) men det är önskvärt att ange aktiviteten med ett positivt tal. Aktiviteten är alltså direkt proportionell mot mängden av ämnet och omvänt proportionell mot halveringstiden. Istället för att använda antalet atomer, {\textstyle N}, kan det vara mera praktiskt att använda massan, {\textstyle m}, av ämnet ifråga. Därför används ofta detta samband mellan antalet atomer och massan:
{\displaystyle N=N_{A}\cdot {\frac {m}{M}}}
där {\displaystyle N_{A}} är Avogadros tal och {\displaystyle M} är ämnets molmassa. Alltså ges aktiviteten, {\displaystyle A}, av
{\displaystyle A={\frac {\ln(2)}{T_{1/2}}}\cdot N_{A}\cdot {\frac {m}{M}}}.

### Exempel
238U har halveringstiden 4,5 miljarder år = {\displaystyle 1{\text{,}}42\cdot 10^{17}} sekunder. Molmassan är 238 g/mol. Om vi använder att {\displaystyle \ln(2)\approx 0{\text{,}}69} och {\displaystyle N_{A}=6{\text{,}}022\cdot 10^{23}}/mol får vi att ett gram 238U ger (radio)aktiviteten 
A(1g U-238) = {\displaystyle {\frac {0{\text{,}}69}{1{\text{,}}42\cdot 10^{17}}}\cdot 6{\text{,}}022\cdot 10^{23}\cdot {\frac {1}{238}}}  becquerel  {\displaystyle \approx 12350}  becquerel.
Ett gram 14C (halveringstid 5 730 år och molmassa 14 g/mol) får på samma sätt aktiviteten 
A(1g C-14) = {\displaystyle 1{\text{,}}65\cdot 10^{11}}  becquerel  = {\displaystyle 165} miljarder becquerel.

## Halveringstid för vissa isotoper av några grundämnen
- 238U, 4,5 miljarder år
- 14C, 5 730 år
- 239Pu, 24 000 år
- 137Cs, 30 år
- 222Rn[2], 3,8 dygn

## Tumregler för halveringstid
En i vissa sammanhang praktisk tumregel vid överslagsräkning med halveringstider är att 10 halveringstider innebär en minskning till cirka en tusendel av den ursprungliga mängden (mera exakt: {\textstyle 1/1024=(1/2^{10})}). Vidare innebär 20 halveringstider en minskning till cirka en miljondel av ursprungsmängden (mera exakt: {\displaystyle 1/1048576=(1/2^{20})}).
Ett approximativt samband mellan halveringstiden {\textstyle T} och sönderfallshastighet {\textstyle p} i procent ges av formeln
{\displaystyle T\cdot p\approx 70}
Exempel:
- 137Cs har en sönderfallshastighet av {\displaystyle {\frac {70}{30}}\approx 2{\text{,}}3} procent per år
- 222Rn har en sönderfallshastighet av {\displaystyle {\frac {70}{3,8}}\approx 18} procent per dygn

(Sambandet bygger på Taylorutvecklingen av {\displaystyle f(x)=(1+x)^{n}})
En välkänd tillämpning är kol-14-metoden. 14C (kol-14) bildas då kosmisk strålning träffar koldioxiden i atmosfären. 14C är instabilt med lång halveringstid och tas liksom vanlig koldioxid upp av växter, vilka dör och kan bilda fossil. Genom att göra antaganden om halter av 14C respektive 12C i atmosfären kan man genom beräkningar fastställa fossilernas ålder.